# Нижняя Радищевская улица
Ни́жняя Ради́щевская у́лица (до 1919 года — у́лица Ни́жняя Болва́новка) — улица в центре Москвы в Таганском районе между Верхней Радищевской улицей и Таганской площадью.

## История
Раньше называлась улица Нижняя Болвановка. Полагают, что здесь в XVII веке существовала Болвановская слобода, где делались болванки для пошива головных уборов. Переименована в 1919 году в честь А. Н. Радищева (1749—1802), жившем здесь с 1797 года.

## Описание

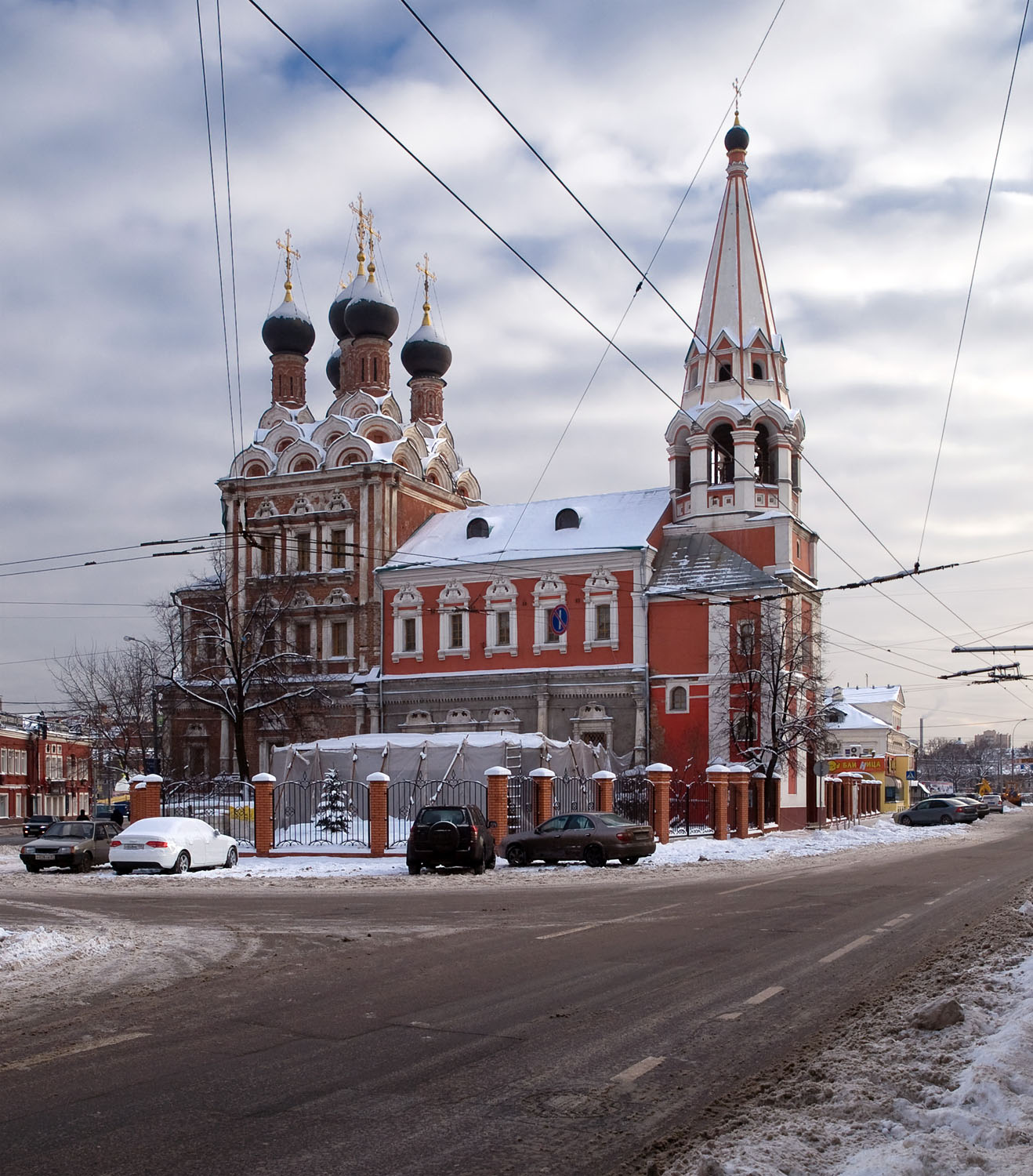
Церковь Николая Чудотворца на Болвановке. Вид от Нижней Радищевской.

Нижняя Радищевская улица отходит под острым углом от Верхней Радищевской, проходит на юго-восток, справа к ней примыкают 5-й Котельнический и 1-й Гончарный переулки и выходит на Таганскую площадь. На стрелке Верхней и Нижней Радищевских стоит Церковь Николая Чудотворца на Болвановке (Верхняя Радищевская, 20).

## Примечательные здания и сооружения
По нечётной стороне:
По чётной стороне:
- № 2 — издательство «Русский путь»; фонд «Русское зарубежье», библиотека; Галерея современной скульптуры; ресторан «Зарубежье»[2]. К 2017 году была завершена реконструкция здания, исказившая его оригинальный облик: дом надстроили четвёртым этажом, рядом возвели четырёхэтажное административное здание[3];
- № 10, строение 3 — НИИ развития профессионального образования.

## Общественный транспорт
- Станции метро «Таганская»-кольцевая, «Таганская»-радиальная и «Марксистская».
- Автобусы № м7, 888, с755, Н5, Н7.